# سیارک ۵۴۷
سیارک ۵۴۷ (به انگلیسی: 547 Praxedis، نامگذاری:1904PB) پانصد و چهل و هفتمین سیارک کشف شده‌است که در ۱۴ اکتبر ۱۹۰۴ و در هایدلبرگ کشف شد.
قدر مطلق سیارک برابر ۹٫۵۲ است.